# Corumbá
Corumbá is na Campo Grande en Dourados de grootste stad van Mato Grosso do Sul, een deelstaat van Brazilië. In 2017 telde ze 109.899 inwoners. 
De stad is de zetel van het rooms-katholieke bisdom Corumbá. 

## Aangrenzende gemeenten
De gemeente grenst aan Aquidauana, Coxim, de enclave Ladário, Miranda, Porto Murtinho, Rio Verde de Mato Grosso, Sonora, Barão de Melgaço (MT), Cáceres (MT), Itiquira (MT) en Poconé (MT).

### Drielandenpunt
De gemeente grenst met als landsgrens aan de gemeente San Matías in de provincie Ángel Sandoval en aan de gemeente Puerto Quijarro en Puerto Suárez in de provincie Germán Busch in het departement Santa Cruz met het buurland Bolivia.
En met als landsgrens aan de gemeente Bahía Negra en Fuerte Olimpo in het departement Alto Paraguay met het buurland Paraguay.
Het drielandenpunt bevindt zich in de rivier de Paraguay.

## Impressie van Corumbá

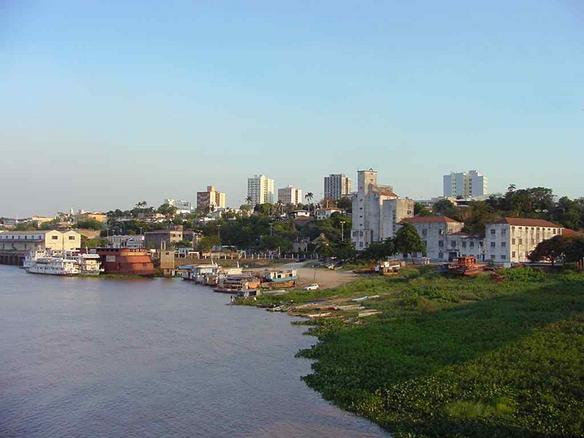
Uitzicht over Corumbá
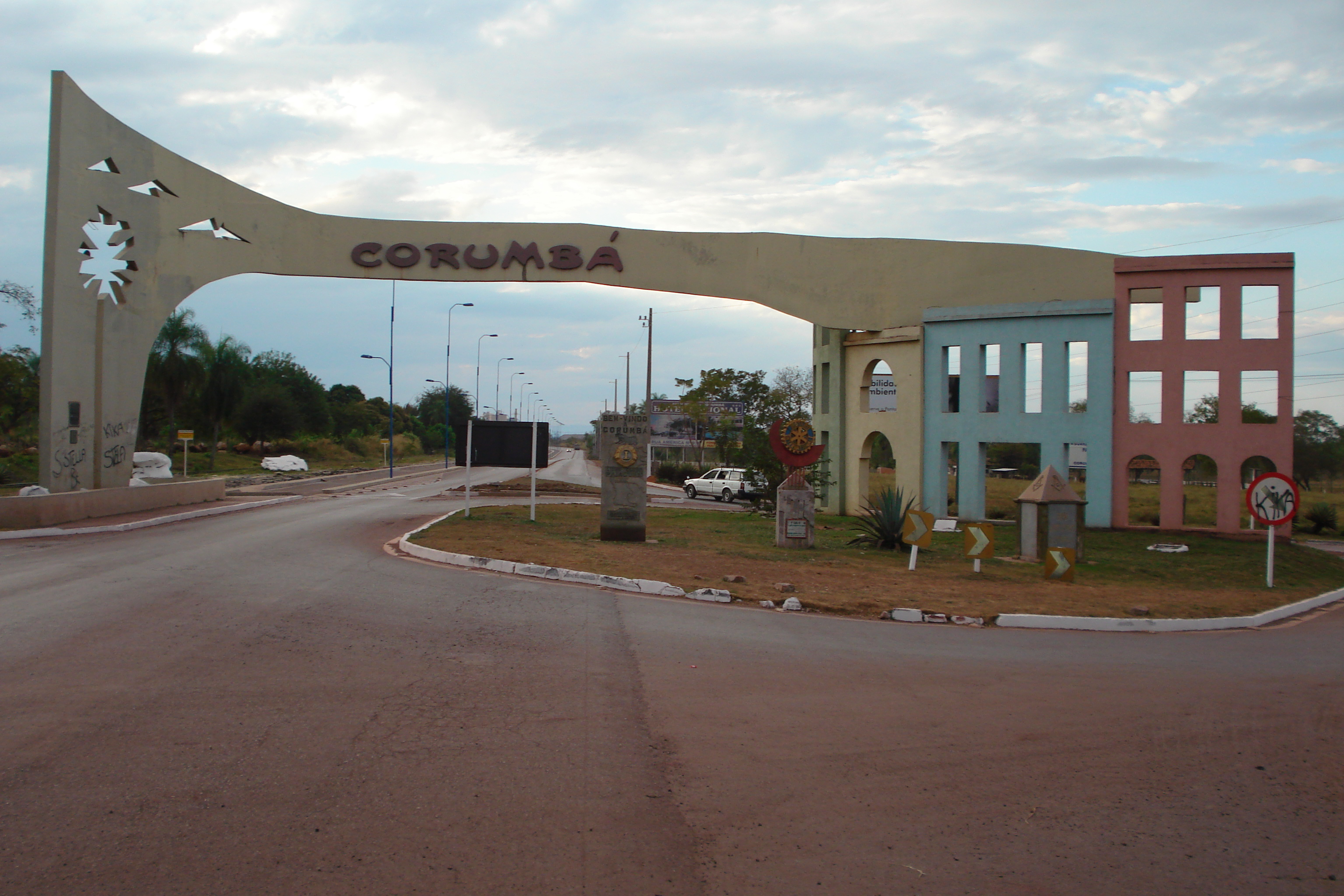
Toegangsweg naar Corumbá
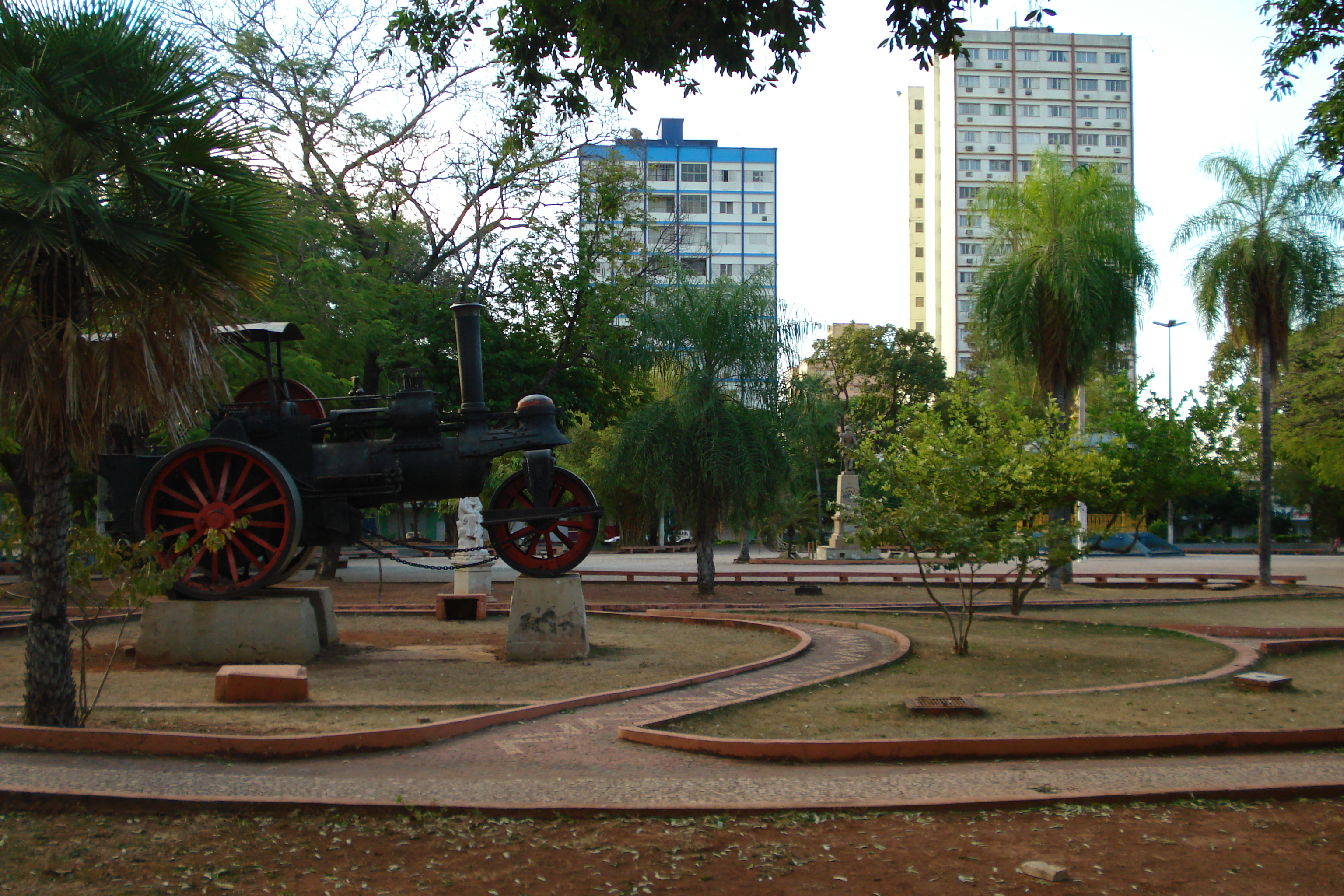
Centrum
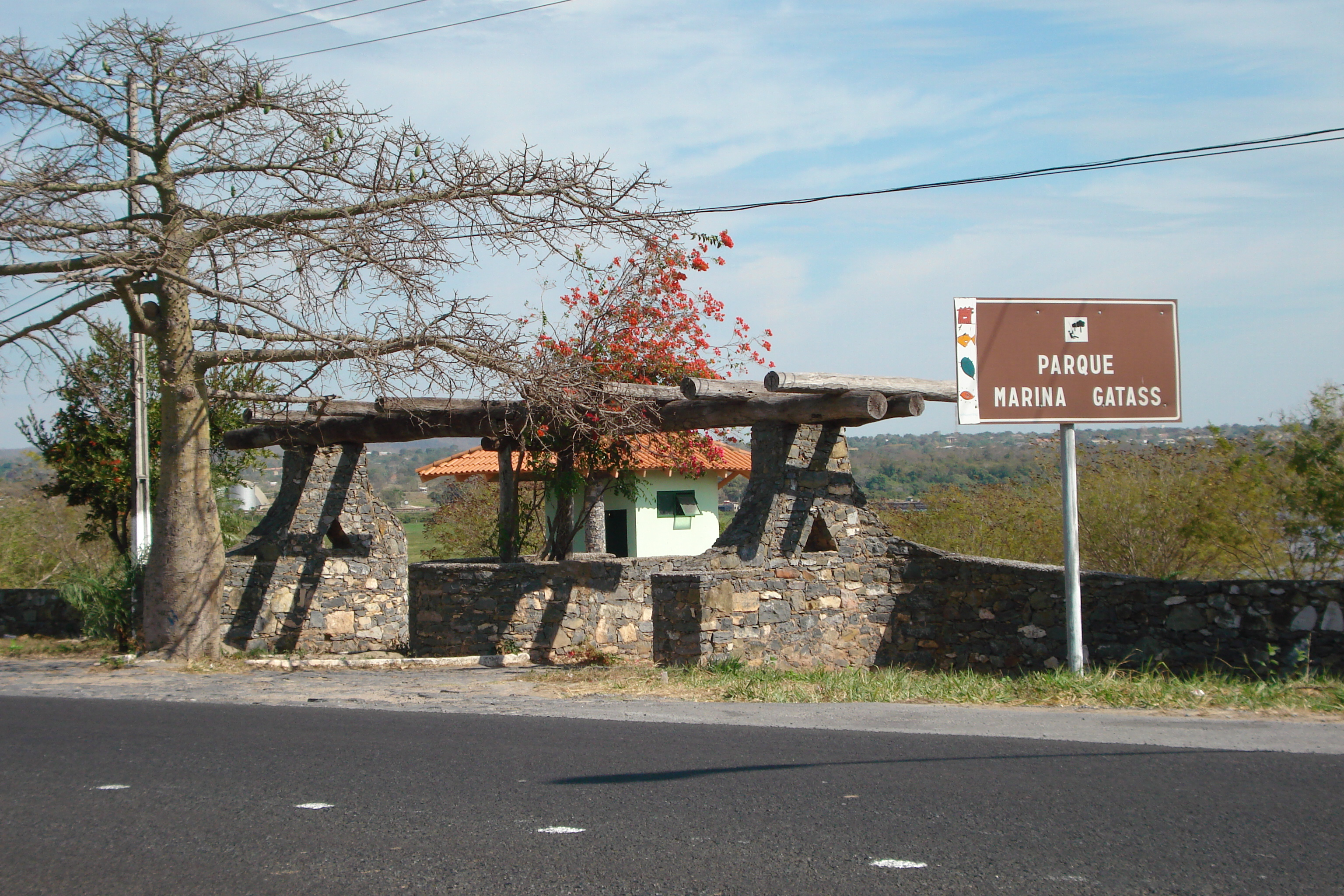
Marina Gatass Park
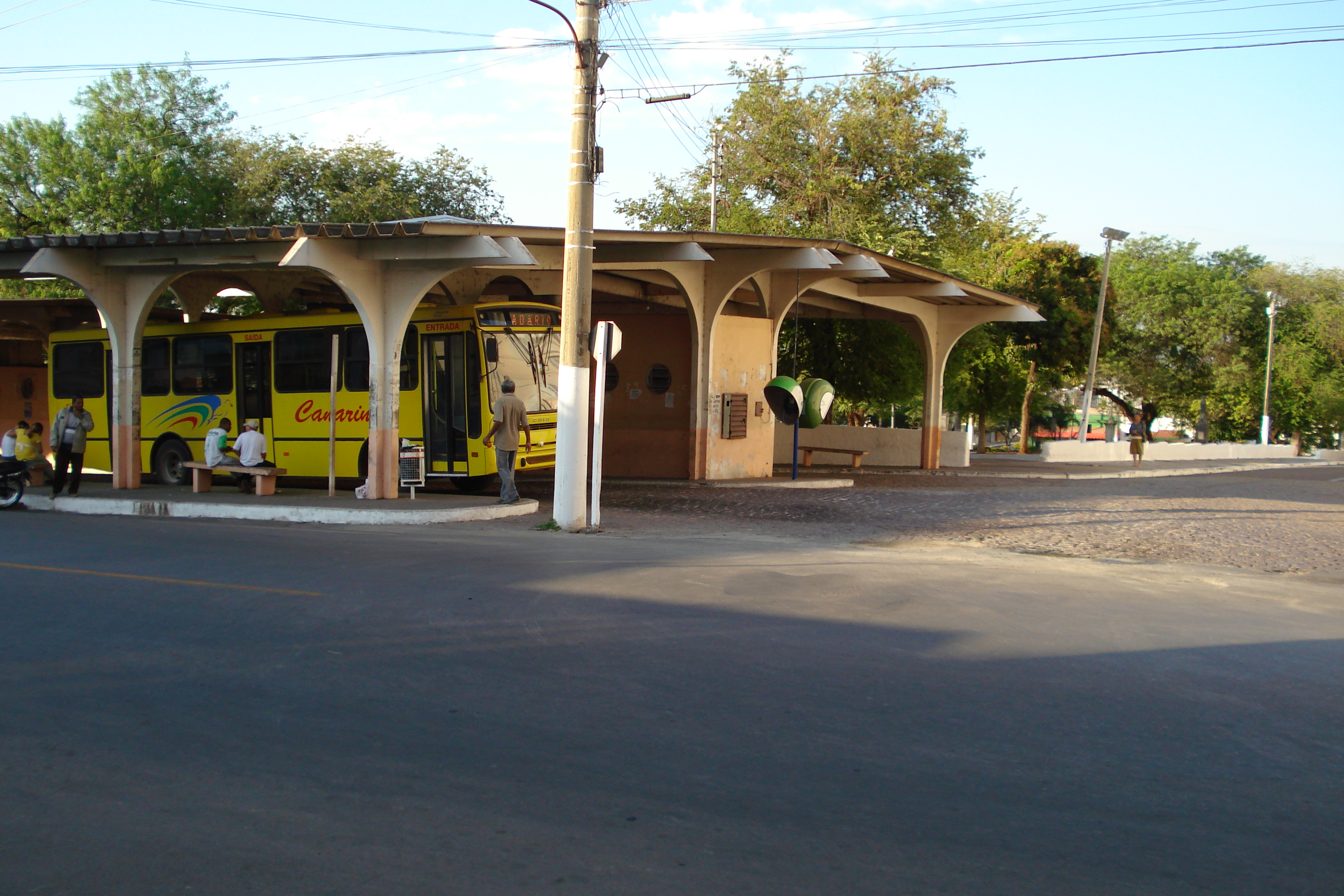
Praça da República
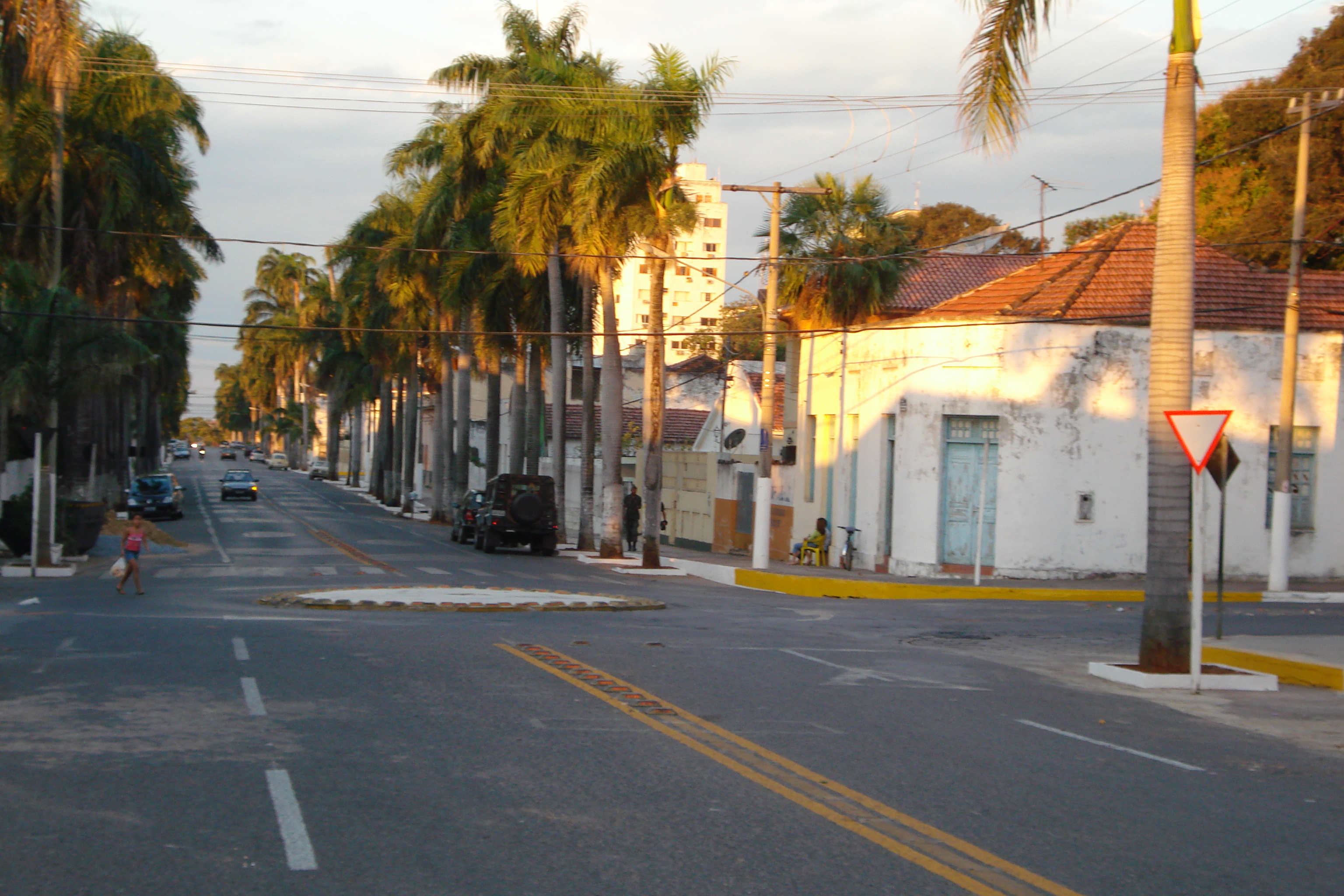
Av. General Rondon
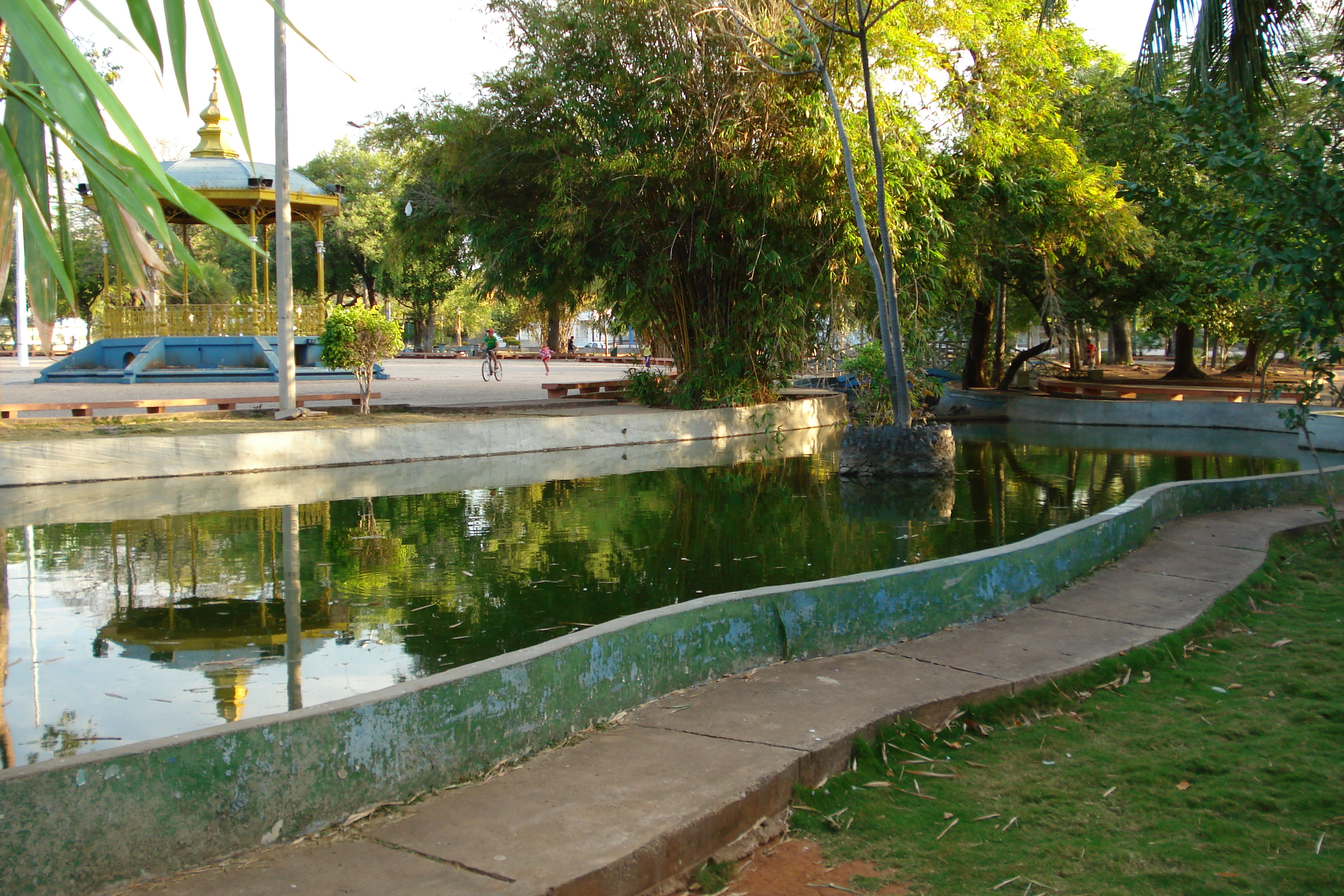
Jardim da Indepêndência
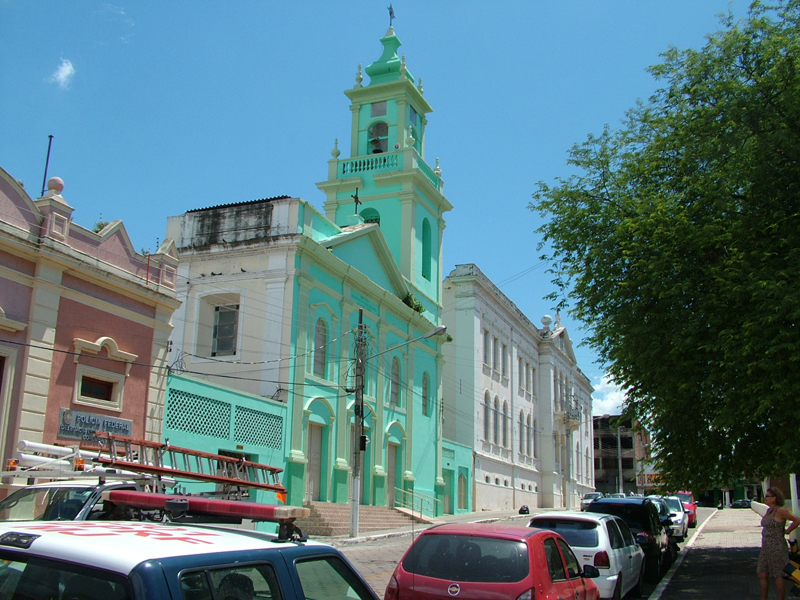
De katholieke kathedraal Nossa Senhora da Candelária in het centrum van Corumbá